# Les Classiques : Vos 100 jeux préférés
Les Classiques : Vos 100 jeux préférés est une compilation de 100 jeux développé et édité par Ubisoft sur Nintendo DS. Il est sorti le 12 novembre 2009.
Dans ce jeu, le joueur peut s'amuser en pratiquant des activités comme le bowling ou affronter quelqu'un à des jeux de société classiques ou inédits. Il existe un mode multijoueur.